# Ніколаєв Володимир Костянтинович
Володи́мир Костянти́нович Нікола́єв (нар. 1 серпня 1945, м. Дніпро) — Заслужений донор України.
, Герой України (з врученням ордена Держави, 19 серпня 2006 р.).

## Життєпис
Трудову діяльність розпочав у 1962 р.Працював інженером в закритому науково-дослідному інституті («Поштова скринька № 187»). Потім — у Науково-виробничому підприємстві «Південно-західне».
У 1966 почав займатися активним донорством. Ніколаєв Володимир Костянтинович вже протягом майже 35 років щомісяця сідає в донорське крісло і ділиться своєю кров'ю з тими, хто її гостро потребує. За цей час Володимир Костянтинович здавав кров понад 600 разів і врятував життя більш ніж 1,5 тисячі людей! «У цілому я здав 389 літрів крові. Як сказав мені один лікар, я вже заповнив собою чотири столітрових бочки», — говорить герой. «А плазми я віддав близько двохсот літрів точно», — підраховує Ніколаєв.
Всі ці роки він допомагає хворим безоплатно:

"Я ніколи не брав гроші, тому що прекрасно міг і без них обійтися. Поки молодий був, мною просто керував інтерес — було цікаво, скільки може людина здати крові без шкоди для здоров'я. А зараз вже просто допомагаю людям, це стало звичкою ".

У донора друга позитивна група крові. Законодавчо в Україні вік, коли людину можуть допустити до донорства, необмежений, тож лікарі продовжують брати у Ніколаєва кров — його здоров'я це дозволяє.

## Нагороди та звання
- Герой України (з врученням ордена Держави, 19.08. 2006 — за подвиг і самопожертву, виявлені заради врятування життя і здоров'я громадян України).[джерело?]
- За своє життя Володимир Костянтинович був відзначений близько 20 нагородами. Але найдорожчими герой вважає дві з них — срібну медаль «Заслужений донор України», отриману вже в роки незалежності, і міську нагороду «За вірну службу рідному місту».[джерело?]